# Thaumatomyia natalensis
Thaumatomyia natalensis är en tvåvingeart som först beskrevs av Becker 1916.  Thaumatomyia natalensis ingår i släktet Thaumatomyia och familjen fritflugor. Inga underarter finns listade i Catalogue of Life.